# Wanderson Fernandes Paranhas Campos
Wanderson Campos est un joueur brésilien de volley-ball né le 7 février 1988. Il mesure 2,02 m et joue réceptionneur-attaquant ou attaquant.

## Clubs
| Club            | Pays   | De        | À         |
| --------------- | ------ | --------- | --------- |
| Vivo Minas      | Brésil | 2002-2003 | 2009-2010 |
| Medley Campinas | Brésil | 2010-2011 | 2010-2011 |
| Stade Poitevin  | France | 2011-2012 | 2011-2012 |

## Palmarès
- Championnat du monde junior 2007 (1)
  - Vainqueur : 2007